# Enzo Foglianese
Vincenzo Foglianese detto Enzo (Grumo Appula, 19 novembre 1932) è un giornalista e radiocronista sportivo italiano, oggi in pensione.

## Biografia
Ha iniziato l'attività giornalistica alla redazione sportiva della Gazzetta del Mezzogiorno a fine anni Cinquanta. Divenuto professionista dal 1º agosto 1963, fu redattore ordinario della sede Sede Rai di Bari.
Nella sua carriera di radiocronista ha seguito soprattutto le squadre di calcio pugliesi (soprattutto il Bari Calcio) e dell'Italia centro-meridionale. La sua presenza alla radio divenne costante, dagli anni Settanta, nella trasmissione Tutto il calcio minuto per minuto.
Il 23 dicembre 1995 ha effettuato la sua ultima radiocronaca per la RAI. Il 12 febbraio 1997, dallo Stadio di Wembley di Londra, ha effettuato la prima radiocronaca di una partita della Nazionale di calcio italiana non andata in onda su RadioRai né su RaiTv per motivi legati ai diritti radiotelevisivi: si trattava della partita di Inghilterra-Italia (Gruppo 2), valevole per le qualificazioni al Campionato del Mondo 1998, vinta dagli italiani per 1-0.
Foglianese ha seguito le principali vicende di ciclismo e atletica leggera.
È stato tra le voci Rai che hanno raccontato le Olimpiadi di Montreal 1976, Mosca 1980, Los Angeles 1984, Campionati del mondo di calcio Spagna 1982, Messico 1986, Italia 1990, Stati Uniti 1994, Giro d'Italia dal 1980 al 1985.
Il 7 gennaio 2010 è tornato ai microfoni di Radio Rai, dapprima ospite del programma radiofonico Zona Cesarini; poi, dopo 14 anni, è pure a Tutto il calcio minuto per minuto in occasione della puntata speciale per il cinquantesimo compleanno della trasmissione, affiancando Carlo Verna a Napoli per Napoli-Sampdoria.